# Tadorna tadornoides
El tarro australiano  (Tadorna tadornoides) es una especie de ave anseriforme de la familia Anatidae que cría en el sur de Australia y Nueva Zelanda. En el invierno del hemisferio sur, muchos migran al norte.

## Descripción
El macho es principalmente negruzco, con un pecho castaño, cuello blanco y cabeza verde oscura. La hembra es similar, pero tiene blanco alrededor del ojo. Ambos sexos, como la mayoría de los gansos, muestran los parches blancos grandes en las alas durante vuelo. 

## Distribución y hábitat
Se encuentra en Australia, Tasmania y Nueva Zelanda. Esta especie está principalmente asociada con los lagos, reproduciéndose en huecos de árboles.